# Corpo di polizia armata
Il Corpo di polizia armata (in spagnolo, Cuerpo de Policía Armada y de Tráfico) fu un corpo di polizia spagnolo.

## Storia
Fu istituito dal governo franchista, dopo la Guerra civile spagnola, attraverso la legge del 3 agosto 1939 e disciplinata con la legge 8 marzo 1941, con lo scopo di vigilanza totale e permanente, così come di repressione quando fosse necessario. Contemporaneamente vennero soppressi la Guardia de Asalto, mentre il Corpo dei Carabineros fu assorbito dalla Guardia Civil.
Conosciuti popolarmente come i grigi, per il colore della loro uniforme. Inquadrata nelle forze armate spagnole, per le funzioni di polizia dipendenva dal ministero dell'interno. Nel 1959 perse la competenza per il traffico stradale, passata alla Guardia Civil, e rimase solo polizia urbana.
L'istituzione fu riorganizzata durante la transizione democratica spagnola e nel 1978 fu sostituita dal nuovo Cuerpo Nacional de Policía.